# Ammotrechula gervaisii
Espèce
Synonymes
- Cleobis gervaisii Pocock, 1895

Ammotrechula gervaisii est une espèce de solifuges de la famille des Ammotrechidae.

## Distribution
Cette espèce se rencontre en Équateur et en Colombie.

## Publication originale
- Pocock, 1895 : Notes on some Solifugae contained in the collection of the British Museum with descriptions of new species. Annals and Magazine of Natural History, sér. 6, vol. 16, p. 74-98 (texte intégral).